# Scleranthus delortii
Scleranthus delortii é uma espécie de planta com flor pertencente à família Caryophyllaceae. 
A autoridade científica da espécie é Gren., tendo sido publicada em Archives de la Flore de France et d'Allemagne 2: 206. 1854.

## Portugal
Trata-se de uma espécie presente no território português, nomeadamente em Portugal Continental.
Em termos de naturalidade é nativa da região atrás indicada.

## Protecção
Não se encontra protegida por legislação portuguesa ou da Comunidade Europeia.